# La famiglia di Topolino
La famiglia di Topolino è un album di Daniela Goggi, pubblicato dall'etichetta Disneyland Records nel 1986.
L'album conteneva canzoni ispirate ai personaggi del mondo Disney. 
Gli arrangiamenti vennero curati da Renato Pareti e Sante Palumbo su testi di Bruno Lauzi (anche produttore esecutivo dell'album), Sergio Menegale, Maurizio Piccoli e Luca Zigalla. 
Il brano La famiglia di Topolino fu utilizzato come sigla del programma Pista!, condotto dalla Goggi con Maurizio Nichetti.

## Tracce
1. La famiglia di Topolino – 3:02 (testo: Bruno Lauzi, Sergio Menegale, Maurizio Piccoli, Luca Zigalla – musica: Renato Pareti, Sante Palumbo)
2. Gastone – 4:03 (testo: Bruno Lauzi, Sergio Menegale, Maurizio Piccoli, Luca Zigalla – musica: Renato Pareti, Sante Palumbo)
3. Cip e Ciop – 2:51 (testo: Bruno Lauzi, Sergio Menegale, Maurizio Piccoli, Luca Zigalla – musica: Renato Pareti, Sante Palumbo)
4. I Gummi – 3:27 (testo: Bruno Lauzi, Sergio Menegale, Maurizio Piccoli, Luca Zigalla – musica: Renato Pareti, Sante Palumbo)
5. Il Natale di Paperone – 3:35 (testo: Bruno Lauzi, Sergio Menegale, Maurizio Piccoli, Luca Zigalla – musica: Renato Pareti, Sante Palumbo)
6. Mangia la mela – 3:53 (testo: Sergio Menegale, Luca Zigalla – musica: Renato Pareti)
7. Canta con me – 4:08 (testo: Sergio Menegale, Luca Zigalla – musica: Renato Pareti)
8. Paperino al mare – 3:27 (testo: Bruno Lauzi – musica: Bruno Lauzi)
9. Archimede Pitagorico – 4:27 (testo: Sergio Menegale, Luca Zigalla – musica: Renato Pareti)
10. Ninna nanna – 2:57 (testo: Sergio Menegale, Maurizio Piccoli – musica: Renato Pareti)

## Formazione
- Daniela Goggi – voce
- Renato Pareti – tastiera, cori, percussioni
- Fratelli Bernardi – chitarra acustica, tastiera, chitarra elettrica, percussioni
- Dino Ceglie – tastiera, programmazione
- Maurizio Nuti – chitarra acustica, chitarra elettrica
- Sante Palumbo – tastiera, pianoforte
- Lauro Ferrarini – chitarra
- Francesca Menegale, Paola Folli, Sergio Menegale – cori